# Шамфор, Ален
Але́н Жозе́ф Ив Ле Гови́к (фр. Alain Joseph Yves Le Govic; род. 2 марта 1949, Париж), более известный как Але́н Шамфо́р (фр. Alain Chamfort) — французский певец, автор песен и композитор бретонского происхождения.

## Биография

### Ранние годы
Родился 2 марта 1949 года в Париже. В 1952 году он вместе с семьей переехал в Обонн.

### Карьера
В молодости Шамфор проявил себя как талантливый пианист, сделав фортепиано своим основным музыкальным инструментом. Его первая группа, The Dreamers, добилась небольшого успеха как джазовый коллектив, а затем последовала за ней рок-группа Murator, характерная для 1960-х.
Шамфор встретил известного писателя и продюсера Жака Дютрона, который предложил ему сотрудничество над проектами для телевидения и кино, что стало ключевым моментом в его карьере.
В 2001 году он снялся в короткометражном фильме Men/Toys/Girl и в 2004 году вошел в состав совета директоров SACEM.

### Личная жизнь
Имеет пять детей от трех браков:
- Первый брак — Коррина Шамфор. Дети — дочь Клементина (род. 11 мая 1977) и сыновья-близнецы Гэри и Лукас (род. 3 ноября 1980)
- Второй брак — неизвестная молодая модель. Дети — дочь Тэсс (род. 24 сентября 1997)
- Третий брак — Натали Шамфор. Дети — сын Люсьен (13 мая 2009).

Также есть двое внуков.

## Дискография
- Je Pense A Elle, Elle Pense A Moi (1973, Flèche)
- Un coin de vie, Madonna Madonna (1974, Flèche)
- Mariage A L'Essai (1976, CBS)
- Rock'n Rose (1977, CBS)
- Poses (1979, CBS)
- Amour, Année Zéro (1981, CBS)
- Secrets Glacés (1983, CBS)
- Tendres Fièvres (1986, CBS)
- Trouble (1990, CBS)
- Neuf (1993, Epic)
- Personne N'Est Parfait (1997, Epic)
- Le Plaisir (2003, Delabel)
- Une vie Saint Laurent (2010, Tessland)
- Elles & Lui (2012, Mercury)
- Alain Chamfort (2015, PIAS)
- Le désordre des choses (2018, PIAS)
- L'impermanence (2024, Tessland via BMG France)

1. ↑  Alain Chamfort // GeneaStar
2. ↑  Alain Chamfort // Babelio (фр.) — 2007.
3. ↑  Montreux Jazz Festival Database